# Steel Sharks

Steel Sharks - SSN 798 est un film américain, réalisé par Rodney McDonald et sorti, en 1997, directement en vidéo.
Le film débute alors qu'un scientifique américain, spécialiste en missile à ogive chimique est détenu en otage par l'armée iranienne. L'amiral Tom Perry va mobiliser l'unité d'élite de la marine US, le commando Steel Sharks. L'action nécessite le support du sous-marin nucléaire USS Oakland - SSN 798 - commandé par Bill McKay. Alors que la mission semble être un succès, le commando est capturé et enfermé, par la marine iranienne, dans un de leurs sous-marins...

## Synopsis
Un reportage annonce qu'une révolution a renversé le gouvernement iranien. Cela coïncide avec la disparition d'un inspecteur américain des armes chimiques de l'ONU, le Dr John Van Tasset, en Irak. Les États-Unis sont déterminés à organiser un sauvetage, craignant qu’il ne soit utilisé pour développer des armes pour le nouveau gouvernement iranien. Une équipe Navy SEAL, le commando Steel Sharks, est recruté pour la mission, mais il manque un membre pour cause de maladie. Le remplaçant, Bob Rodgers, est un jeune SEAL fraîchement sorti de l'école. L'équipe SEAL est transportée par avion vers un groupe de porte-avions dans le golfe Persique, où elle rencontre le contre-amiral Jim Perry, qui commande la flotte et la mission de sauvetage. Le commando SEAL sera envoyé depuis un sous-marin, l'USS Oakland-SSN 798, pour sauver le scientifique.
À bord de l'USS Oakland, les SEAL rencontrent le commandant Bill McKay puis sont rapidement envoyés à terre, pour sauver le Dr Tasset. Ils pénètrent dans le complexe iranien, neutralisant les gardes. Après avoir sauvé le Dr Tasset, ils tentent de se faufiler vers le sous-marin américain mais sont découverts par un groupe de soldats qui alertent toute la base. Ils se lancent dans une fusillade au cours de laquelle l'un des membres de l'équipe est tué et les autres sont finalement capturés. Ils sont emmenés dans un nouveau sous-marin secret iranien pour être mis en sécurité.
À bord du sous-marin iranien, le chef de l'équipe SEAL est conduit au capitaine Reza Lashgar qui lui tire dessus malgré les protestations des autres membres de l'équipage. Le technicien sonar à bord de l'USS Oakland détecte le bruit des coups de feu et McKay commence la poursuite du sous-marin ennemi. Simultanément, l'équipe SEAL se rend compte qu'elle doit s'échapper pour survivre et planifie une embuscade contre les gardes, qui fonctionne parfaitement. Les membres du commando se séparent: un groupe se dirige vers la trappe de secours et l'autre tente de communiquer avec le sous-marin américain. Grâce à cette communication électronique, McKay se rend compte que les SEAL se sont échappés et commence à traquer le sous-marin iranien pour gagner du temps. Ils sont engagés à plusieurs reprises par le sous-marin, mais échappent habilement à leurs torpilles. Finalement, les deux groupes de SEAL parviennent à atteindre la trappe de secours et à quitter le sous-marin. 
McKay conduit habilement le sous-marin iranien dans un canyon étroit, ce qui fait que celui-ci heurte la paroi du canyon avec une torpille et coule à cause des débris qui tombent. Enragé, le capitaine Lashgar fait sauter le lest et le sous-marin iranien se soulève pour une dernière attaque. Sachant que les SEAL sont en sécurité, McKay torpille et détruit le sous-marin iranien.

## Fiche technique
- Titre français : Les requins d'aciers
- Titre original : Steel Sharks-SSN 798
- Réalisation: Rodney McDonald
- Scénario : Rodney McDonald, Rodney C.Martell
- Montage : Bryan Greenberg
- Musique : David Lawrence
- Production : Alan B.Bursteen, Ashok Amritraj, Andrew Stevens
- Pays de production : États-Unis,
- Format : Couleurs - 35 mm - 1,85:1 - Mono
- Genre : Action, Guerre
- Durée : 94 minutes
- Date de sortie : 22 Avril 1997 (Grèce)

## Distribution
- Amiral Jim Perry: Billy Dee Williams
- Commander Bill McKay: Gary Busey
- Bob Rogers: Billy Warlock
- Capitaine Reza Lashgar: Shaun Toub
- Gregorov: Robert Miranda
- Lieutenant Dave Zamborski: David Roberson
- Docteur John Van Tasset: Barry Livingston
- Cord: Tim Abell
- Mattox: Matthew St Patrick
- Amiral Evans: Eric Lawson
- Mack: Tim Loubinos
- Kaplan: Matthew R.Anderson
- Dobbins: Larry Poindexter
- Bernie: Anthony Griffith
- Lieutenant Hickey: Miranda Wolfe
- Lieutenant Nouvassi: Ahmed Ahmed
- Pleshe: Curnal Achilles Aulisio
- Montiero: Jeff Burnett